# Idaea uniformis
Idaea uniformis là một loài bướm đêm trong họ Geometridae.